# اندرو سسلر
اندرو سسلر (انگلیسی: Andrew Sessler; ۱۱ دسامبر ۱۹۲۸ – ۱۸ آوریل ۲۰۱۴) فیزیک‌دان دانشگاهی (دانشگاه کالیفرنیا، برکلی) اهل ایالات متحده آمریکا بود.
وی رئیس سابق آزمایشگاه ملی لارنس برکلی (۱۹۷۳–۱۹۸۰)، رئیس سابق (۱۹۹۸) انجمن فیزیک آمریکا بود.
وی همچنین برندهٔ جوایزی همچون جایزه انریکو فرمی شده‌است.